# Yuxi (köpinghuvudort i Kina, Jiangsu Sheng, lat 32,58, long 120,00)
Yuxi (kinesiska: 淤溪, 淤溪镇) är en köpinghuvudort i Kina. Den ligger i provinsen Jiangsu, i den östra delen av landet, omkring 130 kilometer nordost om provinshuvudstaden Nanjing. Antalet invånare är 31 879. Befolkningen består av 16 290 kvinnor och 15 589 män. Barn under 15 år utgör 11,0 %, vuxna 15-64 år 68 %, och äldre över 65 år 20,0 %.
Runt Yuxi är det tätbefolkat, med 659 invånare per kvadratkilometer. Närmaste större samhälle är Taizhou, 13,3 km sydväst om Yuxi. Trakten runt Yuxi består till största delen av jordbruksmark.
Genomsnittlig årsnederbörd är 1 148 millimeter. Den regnigaste månaden är juli, med i genomsnitt 241 mm nederbörd, och den torraste är januari, med 30 mm nederbörd.